# Catocala maestosa
Catocala maestosa là một loài bướm đêm thuộc họ Erebidae. Nó được tìm thấy ở New York phía nam đến Florida và Alabama, phía tây đến Texas và miền đông Oklahoma và phía bắc đến Illinois, Indiana và Minnesota.

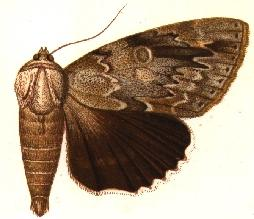
Hình minh họa

Sải cánh dài 78–98 mm. Con trưởng thành bay từ tháng 7 đến tháng 10 tùy theo địa điểm. Có thể có một lứa một năm.
Ấu trùng ăn Carya aquatica, Carya illinoinensis và Juglans nigra.